# رسول ملاقلی‌پور
رسول ملّاقلی‌پور (۱۷ شهریور ۱۳۳۴ – ۱۵ اسفند ۱۳۸۵) کارگردان، تهیه‌کننده و فیلم‌نامه‌نویس اهل ایران بود. او از کارگردانان مطرح سینمای جنگ و اجتماعی ایران بود و توانست با فیلم پرواز در شب (۱۳۶۵) سیمرغ بلورین بهترین فیلم جشنواره فیلم فجر دریافت کند. هیوا (۱۳۷۷) ساختهٔ او نیز برنده این جایزه و  همچنین سیمرغ کارگردانی شد. پس از فوتش نشان افتخار جهادگر عرصه فرهنگ و هنر برای یک عمر فعالیت به خانوادهٔ او اهدا شد.

## زندگی
او در ابتدای انقلاب ۱۳۵۷ ایران عکاسی را به‌طور آماتور آغاز کرد و با شروع جنگ ایران و عراق به صورت حرفه‌ای به ادامه آن پرداخت و پس از آن به ساخت فیلم مستند از عملیات مختلف جنگ پرداخت. او فیلم کوتاه شاه کوچک را با دوربین ۱۶ میلی‌متری ساخت که جایزه بهترین فیلمِ جشنواره وحدت را گرفت. او نخستین فیلم بلند خود را در سال ۱۳۶۳ با نام نینوا با دوربین ۱۶ میلی‌متری ساخت و به این ترتیب به سینمای حرفه‌ای راه یافت. با ساخت پرواز در شب (۱۳۶۵) جایزه بهترین فیلم را از جشنواره پنجم فیلم فجر به دست آورد. با افق قدرت کارگردانی خود را به رخ همگان کشید و با ساخت مجنون و خسوف همگام با شرایط روز حرکت کرد. اما با فیلم پناهنده نزد فیلم‌شناسان به محبوبیت رسید و در سال ۱۳۷۴ اثر مهمّش را که سفر به چزابه باشد ساخت. شکست این فیلم در نمایش عمومی و توقیف نجات یافتگان ملاقلی‌پور را واداشت تا برای جبران زیان، بدترین فیلم کارنامه‌اش را رقم بزند: کمکم کن. و برای اثبات توانایی‌هایش یک سال بعد هیوا را ساخت که در جشنواره هفدهم فیلم فجر جایزه بهترین کارگردانی و بهترین فیلم را علاوه بر جوایز دیگر بُرد. در سال ۱۳۷۸ ملاقلی‌پور فیلم سه اپیزودی نسل سوخته را ساخت. قارچ سمی که در سال ۱۳۸۰ ساخته شد، تمام ضعف‌های کمکم کن و تمام قوت‌های نسل سوخته را یکجا با خود داشت - یک فیلم خوش‌ساخت با شخصیت‌ها و نگاهی آشفته و روان‌پریش. میم مثل مادر ملاقلی‌پور که اقبال یافته بود یکی از واپسین فیلم‌های او بود.
ملاقلی‌پور در سفر به کربلا برای بازدید لوکیشن‌ها از فرصت استفاده کرد و مستندی نیز به نام شش گوشه عرش را جلوی دوربین برد که فرجامین اثر او محسوب می‌شود. او در این سفر متوجه شد که هنرمندان برجسته اصفهانی در آنجا مشغول طراحی ضریح امام حسین بن علی هستند. دو شب حضور در کنار این هنرمندان به فیلم مستندی بدل شد. قرار بود بخش دیگر از تصویربرداری این فیلم مستند نیز در اصفهان انجام شود. ملاقلی‌پور این فیلم را به صورت افتخاری کارگردانی کرد.
او فیلمنامهٔ فیلم‌هایش را خود می‌نوشت؛ و شگرد فیلمنامه‌نویسی را از مطالعهٔ آثار بهرام بیضایی آموخته بود.

## فیلم‌شناسی

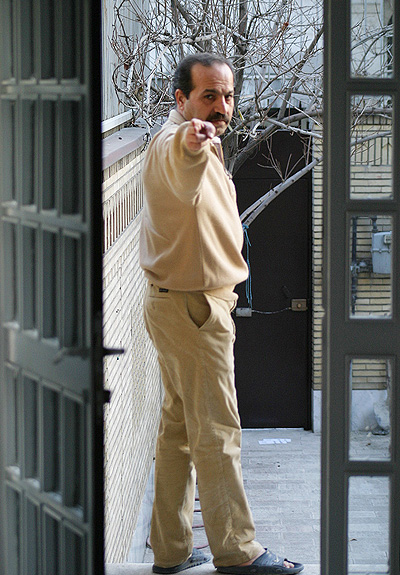
رسول ملاقلی‌پور

کارگردان و نویسنده
- میم مثل مادر (۱۳۸۵)
- مزرعه پدری (۱۳۸۱)
- قارچ سمی (۱۳۸۰)
- نسل سوخته (۱۳۷۸)
- هیوا (۱۳۷۷)
- کمکم کن (۱۳۷۷)
- سفر به چزابه (۱۳۷۴)
- نجات یافتگان (۱۳۷۴)
- پناهنده (فیلم ۱۳۷۲)
- خسوف (۱۳۷۱)
- مجنون (۱۳۶۹)
- افق (۱۳۶۷)
- پرواز در شب (۱۳۶۵)
- بلمی به سوی ساحل (۱۳۶۴)
- نینوا (۱۳۶۲)

### نویسنده
- میم مثل مادر (۱۳۸۵)
- مزرعه پدری (۱۳۸۲)
- قارچ سمی (۱۳۸۰)
- نسل سوخته (۱۳۷۸)
- کمکم کن (۱۳۷۷)
- هیوا (۱۳۷۷)
- سفر به چزابه (۱۳۷۴)
- نجات یافتگان (۱۳۷۴)
- دشت ارغوانی (۱۳۷۳)
- پناهنده (۱۳۷۲)
- خسوف (۱۳۷۱)
- لبه تیغ (۱۳۷۱)
- مجنون (۱۳۶۹)
- افق (۱۳۶۷)
- پرواز در شب (۱۳۶۵)
- بلمی به سوی ساحل (۱۳۶۴)
- نینوا (۱۳۶۲)

### تهیه‌کننده
- قارچ سمی (۱۳۸۰)
- کمکم کن (۱۳۷۷)
- دشت ارغوانی (۱۳۷۳)
- پناهنده (۱۳۷۲)
- خسوف (۱۳۷۱)
- مرغابی وحشی (۱۳۷۰)
- مجنون (۱۳۶۹)
- پرواز در شب (۱۳۶۵)

## نامزدی‌ها و جوایز
- نامزد سیمرغ بلورین بهترین فیلم (قارچ سمی)- بیستمین دوره جشنواره فیلم فجر (مسابقه سینمای ایران) - سال ۱۳۸۰
- نامزد سیمرغ بلورین بهترین فیلمنامه (قارچ سمی) - بیستمین دوره جشنواره فیلم فجر (مسابقه سینمای ایران) - سال ۱۳۸۰
- نامزد سیمرغ بلورین بهترین کارگردانی (سفر به چزابه) - چهاردهمین دوره جشنواره فیلم فجر (مسابقه سینمای ایران) - سال ۱۳۷۴
- نامزد سیمرغ بلورین بهترین فیلمنامه (هیوا) - هفدهمین دوره جشنواره فیلم فجر (مسابقه سینمای ایران) - سال ۱۳۷۷
- برنده سیمرغ بلورین بهترین کارگردانی (هیوا) - هفدهمین دوره جشنواره فیلم فجر (مسابقه سینمای ایران) - سال ۱۳۷۷
- برنده سیمرغ بلورین بهترین فیلم (هیوا)- هفدهمین دوره جشنواره فیلم فجر (مسابقه سینمای ایران) - سال ۱۳۷۷
- نامزد سیمرغ بلورین بهترین فیلم اول و دوم (افق) - هفتمین دوره جشنواره فیلم فجر (فیلم‌های اول و دوم) - سال ۱۳۶۷
- نامزد تندیس زرین فیلم منتخب انجمن نویسندگان و منتقدان (قارچ سمی) - دوره ۷ جشن خانه سینما (مسابقه) - سال ۱۳۶۲
- برنده لوح زرین بهترین فیلم (پرواز در شب) - پنجمین دوره جشنواره فیلم فجر (مسابقه سینمای ایران) - سال ۱۳۶۵
- نامزد لوح زرین بهترین فیلمنامه (پرواز در شب) - پنجمین دوره جشنواره فیلم فجر (مسابقه سینمای ایران) - سال ۱۳۶۵
- سومین فیلم سال (پناهنده) - دوره ۹ منتخب نویسندگان و منتقدان (بهترین‌های سال) - سال ۱۳۷۳
- سومین فیلم سال (سفر به چزابه) - دوره ۱۱ منتخب نویسندگان و منتقدان (بهترین‌های سال) - سال ۱۳۷۵
- پنجمین فیلم سال (نسل سوخته) - دوره ۱۵ منتخب نویسندگان و منتقدان (بهترین‌های سال) - سال ۱۳۷۹
- نهمین فیلم سال (مجنون) - دوره ۶ منتخب نویسندگان و منتقدان (بهترین‌های سال) - سال ۱۳۷۰
- دهمین فیلم سال (هیوا) - دوره ۱۵ منتخب نویسندگان و منتقدان (بهترین‌های سال) - سال ۱۳۷۹
- انتخاب ویژه سال (نسل سوخته) - دوره ۱۵ منتخب نویسندگان و منتقدان (بهترین‌های سال) - سال ۱۳۷۹

## فوت
وی که همراه با رسول احدی (مدیر فیلمبرداری) به شمال کشور برای نگارش فیلمنامه فیلم بعدی خود (عصر روز دهم) که به مقولهٔ جنگ می‌پرداخت رفته بود، در ۱۵ اسفند ۱۳۸۵ بر اثر سکتهٔ قلبی جان باخت و آخرین ساختهٔ خود را نیمه تمام گذاشت. مجتبی راعی بعداً با بازنویسی فیلمنامه ملاقلی‌پور، این فیلم را به تهیه‌کنندگی منوچهر محمدی جلوی دوربین برد.

## نامگذاری خیابانی در اردبیل
به پاس قدردانی از زحمات رسول ملاقلی‌پور فیلمساز فقید اردبیلی به پیشنهاد استاندار اردبیل، در مراسم اختتامیه اولین جشنواره میلاد سرخ خیابانی به افتخار وی نامگذاری می‌گردد.